# Rostislav Andreevič Fadeev
Rostislav Andreevič Fadeev (Dnipro, 28 marzo 1824 – Odessa, 29 dicembre 1883) è stato uno storico, giornalista e militare russo.
Di famiglia nobile, fu lo zio di Helena Blavatsky e di Sergej Jul'evič Vitte.

## Biografia
In gioventù prestò servizio nell'esercito imperiale partecipando alla guerra caucasica, alla guerra di Crimea, all'assedio di Kars e alla battaglia di Başgedikler. In questo periodo pubblicò regolarmente noterelle sulla rivista Kavkaz, raccolte nel 1856 nel libro Blokada Karsa: Pis'ma očevidcev. Nel 1858 fu nominato ufficiale per incarichi speciali nell'esercito del Caucaso comandato da Aleksandr Ivanovič Bajatinskij e da Michail Nikolaevič Romanov, poi dopo il congedo fu consigliere del chedivè d'Egitto Isma'il Pascià, cercando di ingraziarsi il suo aiuto nella guerra contro gli Ottomani.
Contribuì alla raccolta fondi per sostenere la ribelle Bulgaria, poi nel 1877-78 fu attivò in Serbia e Montenegro, dove coordinò le offensive contro l'impero ottomano e contro l'impero austro-ungarico. Nell'autunno del 1881 cercò di riformare l'esercito trasferendo il comando delle truppe allo Stato Maggiore e lasciando al Ministero Militare la gestione dell'economia delle forze armate. Questi provvedimenti furono tuttavia respinti dallo zar Alessandro III.
In campo letterario fu autore di dettagliati resoconti sull'assedio di Kars, come Šest'desjat let Kavkazskoj vojny ("Sessant'anni della guerra del Caucaso", 1860) e Pis'ma s Kavkaza ("Lettere dal Caucaso", 1865). Sostenitore del panslavismo, promosse la fondazione di una federazione slava capeggiata dall'impero russo con sede a Costantinopoli. A tal proposito si menzionano i saggi Vooružënnie sily Rossii ("Le forze armate della Russia", 1868) e Mnenie o vostočnom voprose (in italiano Riflessioni sulla questione d'Oriente, 1870).
Vedeva enormi differenze culturali tra la Russia e l'Europa, e riteneva gli Stati Uniti d'America un potenziale alleato per spodestare il vecchio continente dal primato di potenza mondiale. In politica interna sostenne una forte gerarchia di classe per contrastare la rivoluzione. Inizialmente credette che la nobiltà e i membri di spicco dell'intelligencija potessero guidare la nazione, come sostenuto nell'opera Russkoe obščestvo v nastojaščem i buduščem (Čem nam byt'?) ("La società russa nel presente e nel futuro (Cosa dovremmo essere)?", 1874), tuttavia in seguito abbandonò questa idea, resosi conto dell'inadeguatezza della nobiltà nel ruolo di leader sociale. Nel 1881 sostenne la creazione della Svjaščennaja družina ("Squadra santa").